# هلاویتسه
هلاویتسه (به چکی: Hlavice) یک منطقهٔ مسکونی در جمهوری چک است که در ناحیه لیبرتس واقع شده‌است. هلاویتسه ۸٫۲۶ کیلومتر مربع مساحت و ۲۱۳ نفر جمعیت دارد و ۳۶۵ متر بالاتر از سطح دریا واقع شده‌است.